# Tehuelche (taal)
Tehuelche is een uitgestorven taal die werd gesproken in Patagonië. Ze komen uit een groep van tweehonderd mensen, die oorspronkelijk Chileense jagers waren. Andere namen voor Tehuelche zijn Aonikenk of Aonek'o'ajen.
Rond 2000 spraken nog zo'n vijfduizend mensen Tehuelche. In 2005 was van die groep mensen nog maar een groepje van twintig over. De laatste moedertaalspreker van het Tehuelche overleed in januari 2019. Wel is de taal opgetekend en zijn er geluidsopnamen van de laatste spreekster. Vanuit de Tehuelche-gemeenschap wordt getracht, samen met taalkundigen en antropologen, de taal nieuw leven in te blazen.

## Taalfamilie
Het Tehuelche maakt deel uit van de Chontalen binnen de familie van de Chonantalen. De enige andere Chontaal is het Selk'nam.